# Währungsreform 1948 (Westdeutschland)

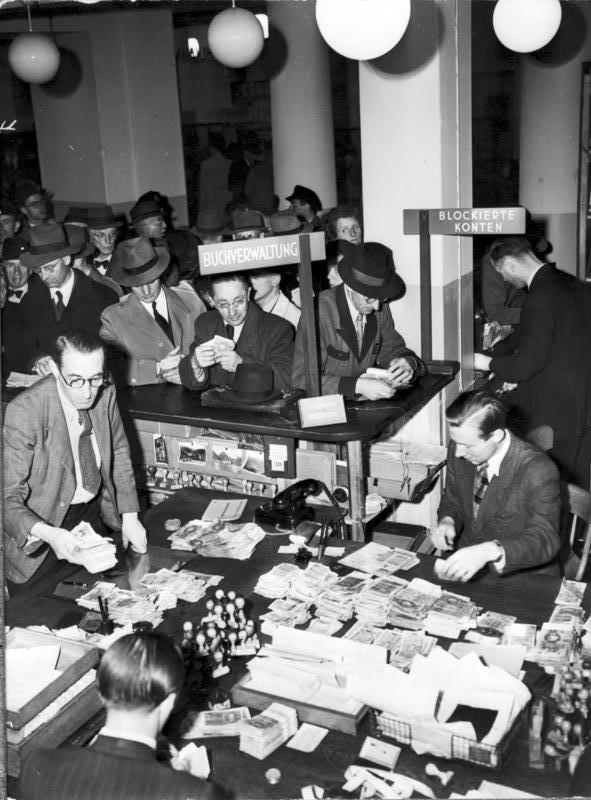
Eine Umtauschstelle in Hamburg, 20. Juni 1948

Die Währungsreform von 1948 trat am 20. Juni 1948 in der Trizone, den drei westlichen Besatzungszonen Deutschlands, in Kraft. Ab dem 21. Juni 1948 war dort die Deutsche Mark („DM“, auch „D-Mark“) alleiniges gesetzliches Zahlungsmittel. Die beiden bisher gültigen Zahlungsmittel Reichsmark und die (zu ihr fest im Verhältnis 1:1 notierende) Rentenmark (beide abgekürzt als „RM“) wurden zwangsumgetauscht und dabei mehr oder weniger im Nennwert herabgesetzt. Die Währungsreform von 1948 gehört zu den bedeutendsten wirtschaftspolitischen Maßnahmen der deutschen Nachkriegsgeschichte.

## Situation bis zur Währungsreform
1936 bis 1945 war durch die Finanzierung der Aufrüstung bzw. ab Beginn des Krieges aus Geldschöpfung und Zwangsabgaben aus besetzten Gebieten ein umfangreicher Geldüberhang mit Inflation (vergleiche Geräuschlose Kriegsfinanzierung) entstanden. Kurz vor Kriegsbeginn begann außerdem die Bewirtschaftung: Es gab Nahrungsmittel – zu festgesetzten Preisen – nur noch auf monatlich ausgegebene Lebensmittelmarken und fast alle sonstigen zivilen Güter nur gegen einen zu beantragenden Bezugsschein, womit die Bedeutung des Geldes deutlich verringert wurde. Gleichzeitig verhinderte man durch Devisenverkehrsbeschränkungen den Abfluss überschüssigen Geldes. Die Grundprinzipien der Preisbildung durch Angebot und Nachfrage waren damit für Waren und auch für den Außenwert der Reichsmark außer Kraft gesetzt.
Bis Mitte 1948 war die RM das allein in Deutschland gültige Zahlungsmittel. Die Ausgabe von Besatzungsgeld steigerte aber die Geldmenge, während das Güterangebot sich durch Einschränkungen bei der landwirtschaftlichen Produktion, Demontage von Produktionsstätten, Weiterführung der Zwangsbewirtschaftung durch die Alliierten und das (trotz Verbotes zunehmende) Horten von Waren verringerte. Letzteres erfolgte in Erwartung einer Währungsreform und führte zum Ansteigen der Bestände von Halbfabrikaten und Rohstoffen in den Betrieben. Die bisherige Währung hatte so ihre Funktionen als Zahlungsmittel und Wertaufbewahrungsmittel weitgehend eingebüßt. Sie wurde teilweise durch Tauschhandel und auf dem überall blühenden schwarzen Markt durch Sachwertwährungen ersetzt, wie der sogenannten Zigarettenwährung, dem „Ami“, was von amtlicher Seite mit nur mäßigem Erfolg bekämpft wurde.
Diese Situation bestand mehr oder weniger in allen vier Besatzungszonen und in Berlin. Daraufhin schlugen die USA und Großbritannien im Februar 1948 im Alliierten Kontrollrat vor, anstelle der RM eine neue Währung für Gesamtdeutschland einzuführen. Auch nach Einsetzen eines Arbeitsausschusses konnte aber keine Einigung mit der sowjetischen Seite erzielt werden. Einerseits hatte diese kein Interesse an einer wirtschaftlichen Belebung in den Westzonen, andererseits gab es keine Einigkeit über die politisch wichtige Frage, durch wen und wie die neue Währung kontrolliert werden solle.

## Ziele der Währungsreform
Details zur Währungsreform in der SBZ und in Ost-Berlin siehe 1948 in der Sowjetischen Besatzungszone
Die Reform zielte darauf ab, kurzfristig den Geldüberhang zu beseitigen und langfristig die Grundlage für eine funktionsfähige Marktwirtschaft aufzubauen. Dazu gehörten die Einstellung der übermäßigen Geldschöpfung, das Verstärken der Geldfunktionen, die Aufhebung von Güterrationierung, Lohn- und Preisstopps sowie die Einführung fester Wechselkurse (Bretton-Woods-System). Das Bankwesen sollte gestärkt werden durch eine unabhängige Zentralbank und ein funktionierendes Geschäftsbankensystem.

## Vorbereitung der Währungsreform

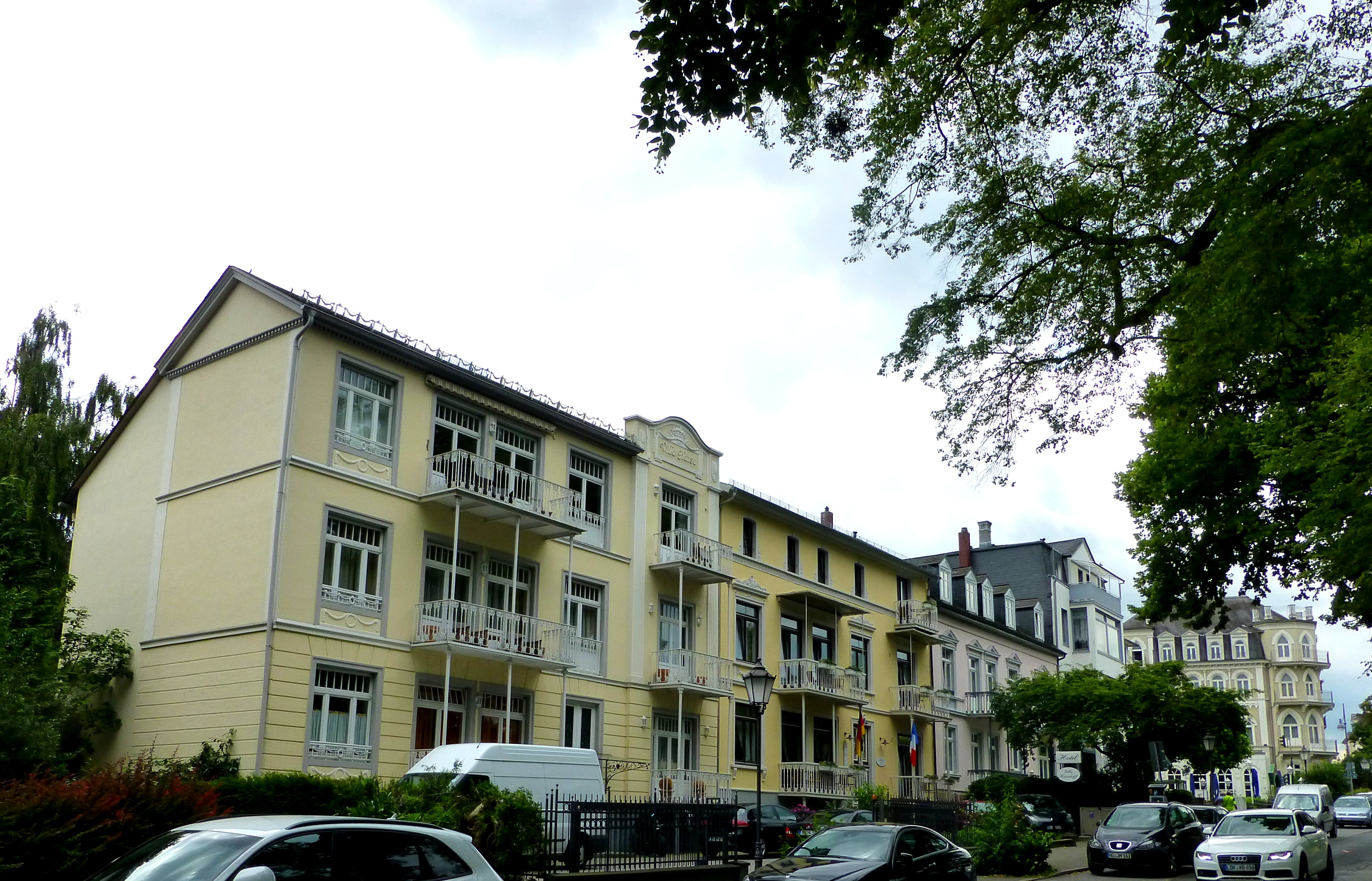
Villa Hansa (Kisseleffstraße 21 in Bad Homburg), Sitz der Sonderstelle Geld und Kredit

Die Währungsgesetze sind im Kapitel Gesetzliche Maßnahmen zur Währungsreform ausführlich beschrieben.
Von westdeutscher Seite war die Währungsreform durch die am 23. Juli 1947 vom Wirtschaftsrat der Bizone gegründete Sonderstelle Geld und Kredit in Bad Homburg vor der Höhe vorbereitet worden, die unter Leitung von Ludwig Erhard stand. Ludwig Erhard und Günther Keiser hatten sich schon während des Krieges mit einer Konsolidierung der Reichsschuld und Abschöpfung überschüssiger Kaufkraft beschäftigt. Nach anfänglichem Zögern schloss sich auch die französische Besatzungszone dem Vorhaben an. Es wurden in den einzelnen Bundesländern selbständige Landeszentralbanken und am 1. März 1948 als Zentralbank der Landeszentralbanken (kurz: „Zentralbank“) die „Bank deutscher Länder“ (BDL) errichtet. Am 28. Mai 1948 kündigte auch die Sowjetische Militäradministration in Deutschland (SMAD) die Einrichtung der Deutschen Notenbank als Zentralbank für die Sowjetische Besatzungszone (SBZ) an.
Die DM-Banknoten für die Trizone wurden ab September 1947 von der American Bank Note Company in New York City und vom Bureau of Engraving and Printing in Washington, D.C. gedruckt. Der geheim gehaltene Geldtransport namens Operation Bird Dog fand von Februar bis April 1948 statt. Er umfasste etwa 5,7 Milliarden DM (500 Tonnen in 23.000 Holzkisten). Das Geld wurde per Schiff nach Bremerhaven zur Columbuskaje und dann mit acht Sonderzügen nach Frankfurt und in 800 Lastwagenfuhren zum ehemaligen Reichsbankgebäude in der Frankfurter Taunusanlage befördert. Von dort aus wurde die Feinverteilung vorgenommen, d. h. der Weitertransport zu den Lebensmittelkartenausgabestellen in der Trizone. In der Westzone waren zudem die letzten Feinheiten von 25 deutschen Experten erarbeitet worden, die die Leitlinien für die Währungsumstellung im Frühjahr 1948 unter strengster Geheimhaltung während des Währungskonklaves in den Gebäuden der heutigen Fritz-Erler-Kaserne zu Rothwesten (Landkreis Kassel, heute Ortsteil von Fuldatal) beschlossen. Abweichende Reformvorschläge deutscher Sachverständiger wurden angehört, vieles war aber bereits entschieden.
Die für die Währungsreform in der Westzone erlassenen Währungsgesetze stützen sich weitgehend auf den Colm-Dodge-Goldsmith-Plan von 1946 (Gerhard Colm, Joseph Morrell Dodge und Raymond W. Goldsmith), der ein Zusammenstreichen der Geldmenge im Verhältnis 10:1 und einen Lastenausgleich vorsah. Die drei westlichen Militärregierungen wandten diesen Plan – ausgenommen den Lastenausgleich – in ihren Besatzungszonen an. Nach Berücksichtigung wiederholter Einwände der französischen Seite beschlossen die Westalliierten die Währungsreform in der Trizone am 1. Juni 1948.

### Öffentliche Diskussion vor der Währungsreform
1947 hatte der Wirtschaftsrat der Bizone eine Währungsreform für notwendig erklärt. Angesichts der unübersehbaren Inflation der RM wurde spätestens seitdem auch in der Öffentlichkeit sowohl der Westzonen als auch der SBZ breit über die Notwendigkeit und Gestaltung einer Währungsreform diskutiert. Bekannt war auch, dass hierüber zwar in der im März 1948 beschlossenen Trizone Einigkeit erzielt wurde, die Beratungen hierzu im Alliierten Kontrollrat aber nicht vorankamen. In der Trizone sagte Ludwig Erhard am 14. Juni 1948 in einer Rede voraus, der Erfolg der Währungsreform sei verbürgt; dem wirtschaftlichen Chaos, dem das politische Chaos in Kürze folgen müsste, werde die Währungsreform ein schnelles Ende setzen.

### Bekanntmachung der Währungsreform

Schlagzeile der Braunschweiger Zeitung vom 22. Mai 1948

Am 18. Juni 1948 sandten die Militärgouverneure der Westzonen an den Obersten Chef der Sowjetischen Militäradministration in Deutschland und Oberkommandierenden der Gruppe der Sowjetischen Streitkräfte in Deutschland Marschall Sokolowski eine Erläuterung der geplanten Währungsreform mit der Zusicherung, diese würde nicht auf die Westsektoren Berlins ausgedehnt. Außerdem wurde am selben Tag die Bevölkerung der Trizone durch eine Vielzahl von Sendungen des Rundfunks und über Aushänge über die anstehende Währungsreform und den Ablauf informiert. So erklärte Jack Bennet, Finanzberater des amerikanischen Militärgouverneurs General Lucius D. Clay, über alle Rundfunksender der amerikanischen Besatzungszone die Einführung der neuen Währung aus Sicht der westlichen Besatzungsmächte. Ausschnitte aus der Proklamation der Währungsreform wurden am gleichen Tag von allen Sendern in den Westzonen ausgestrahlt. Max Brauer, Erster Bürgermeister der Freien und Hansestadt Hamburg, appellierte ebenfalls am 18. Juni 1948 über den Nordwestdeutschen Rundfunk, mit der Währungsreform „die Chance zu nutzen, um mit harter Arbeit wieder zu Wohlstand zu gelangen“. Über denselben Sender erläuterte am selben Tag der leitende Wirtschaftsberater des Alliierten Kontrollrats Sir Cecil Weir Hintergrundinformationen über Ursachen und Gründe der Währungsreform aus Sicht der westlichen Besatzungsmächte.

## Durchführung der Währungsumstellung
Der Währungsumtausch im Rahmen der westlichen Währungsreform vollzog sich in fünf Etappen:
- Die Bevölkerung erhielt am Sonntag, 20. Juni 1948, eine Sofortausstattung („Kopfgeld“) in bar. Auch die Wirtschaft und öffentliche Hand erhielten Barbestände.
- Alle Barbestände von Reichsmark, Rentenmark und Marknoten der alliierten Militärbehörden (AMC; Besatzungsgeld) waren auf ein „Reichsmarkkonto“ einzuzahlen.
- Die Umstellung jedes Reichsmarkkontos musste beantragt werden.
- Die Reichsmarkkonten wurden geprüft und in fallabhängigem Kursverhältnis auf Deutsche Mark (DM) umgestellt.
- Ab 21. Juni 1948 wurde die DM alleingültiges Zahlungsmittel.

Das neue Geldvolumen lag in den Monaten nach der Währungsreform bei etwa 13 Mrd. DM (M3, Bar- und Buchgeld).

### Erstausstattung mit D-Mark
Näheres zu den 1948 ausgegebenen neuen Banknoten siehe Erste Serie (1948) und Zweite Serie Bank deutscher Länder (1948)
Die Ausgabe des „Kopfgeldes“ erfolgte im ersten Schritt ab dem frühen Sonntagmorgen, 20. Juni 1948, an Einzelstehende bzw. Haushaltsvorstände in Höhe von 40 DM je Kopf (inflationsbereinigt etwa 124 € im Jahr 2025), in der Regel als 1 Zwanzigmarkschein, 2 Fünfmarkscheine, 3 Zweimarkscheine, 2 Einmarkscheine und 4 Einhalbmarkscheine. Jeder natürlichen Person wurden einen Monat später 20,– DM bar ausgezahlt. Bei der späteren Umwandlung von Reichsmark beispielsweise in Bankkonten wurden diese 60 DM angerechnet. Ausgabestellen waren verschiedenste gemeindliche Stellen vom Rathaus über Lebensmittel-Ausgabestellen bis zum Ernährungsamt.
Unternehmen, Personenvereinigungen, Gewerbetreibende und Angehörige freier Berufe erhielten auf Antrag bei ihrer Abwicklungsbank einen Geschäftsbetrag von 60 DM je Arbeitnehmer als Vorgriff auf die „späteren Ansprüche aus dem Umtausch von Altgeld“. Den Geschäftsbanken wurden von den Landeszentralbanken vorläufig 1 % ihrer Reichsbankverbindlichkeiten aus Kundenkonten gutgeschrieben (§ 8 der 1. DVO zum WG).
Die Erstausstattung der öffentlichen Hand erfolgte für die Länder und kommunalen Gebietskörperschaften durch die Landeszentralbanken, für die Bahn- und Postverwaltungen durch die Bank Deutscher Länder. Die Länder und kommunalen Gebietskörperschaften erhielten eine durchschnittliche Monatseinnahme, die Bahn- und Postverwaltungen die Hälfte einer durchschnittlichen Monatseinnahme (Berechnungszeitraum jeweils vom 1. Oktober 1947 bis 31. März 1948).
Am 21. Juni 1948, dem Stichtag der Währungsreform, erlosch die Gültigkeit aller alten Zahlungsmittel außer den Münzen zu 10 und 50 Pfennig und den 1 RM Banknoten die zu einem Zehntel ihres Nennwertes vorerst noch gültig blieben, bis die neuen Münzen ausgegeben werden konnten; gleiches galt für Briefmarken.

### Umstellung der Reichsbankkonten

Formular 1948

Bis zum Stichtag 26. Juni 1948 mussten alle natürlichen und juristischen Personen – ausgenommen die Geldinstitute – bei einer Hauptumtauschstelle der Abwicklungsbank ihr Baraltgeld abliefern und ihre gesamten Altgeldguthaben anmelden, sonst verfielen sie. Nach Genehmigung durch das Finanzamt wurde das Guthaben über ein „Reichsbank-Abwicklungskonto“ umgestellt.
Bei den natürlichen Personen wurde vom Gesamtaltgeld zunächst der neunfache Kopfbetrag abgezogen. Der Rest wurde zu je 50 % auf ein Freikonto und 50 % auf ein Festkonto umgestellt. Kurze Zeit später wurde das Festkonto aufgelöst, indem 70 % seines Betrages vernichtet, 20 % auf Freikonto und 10 % auf Anlagekonto übertragen wurde. Letztlich ergab sich so ein faktisches Umstellungsverhältnis von zunächst 10:0,65. Im Jahr 1953 wurden Sparguthaben, die bereits am 1. Januar 1940 bestanden, durch das Altsparergesetz auf 20 % des Nennwertes in Reichsmark aufgestockt, so dass im Ergebnis ein Umstellungsverhältnis von RM zu DM in Höhe von 10:1 bestand.
Bei den Wirtschaftsunternehmen wurde vom Altgeld der zehnfache Geschäftsbetrag abgezogen und die Umstellung danach wie bei den natürlichen Personen vorgenommen.
Die Altgeldguthaben der Banken sowie der öffentlichen Hand erloschen.

### Umstellung sonstiger Forderungen und Verbindlichkeiten
Für die Umstellung galt:

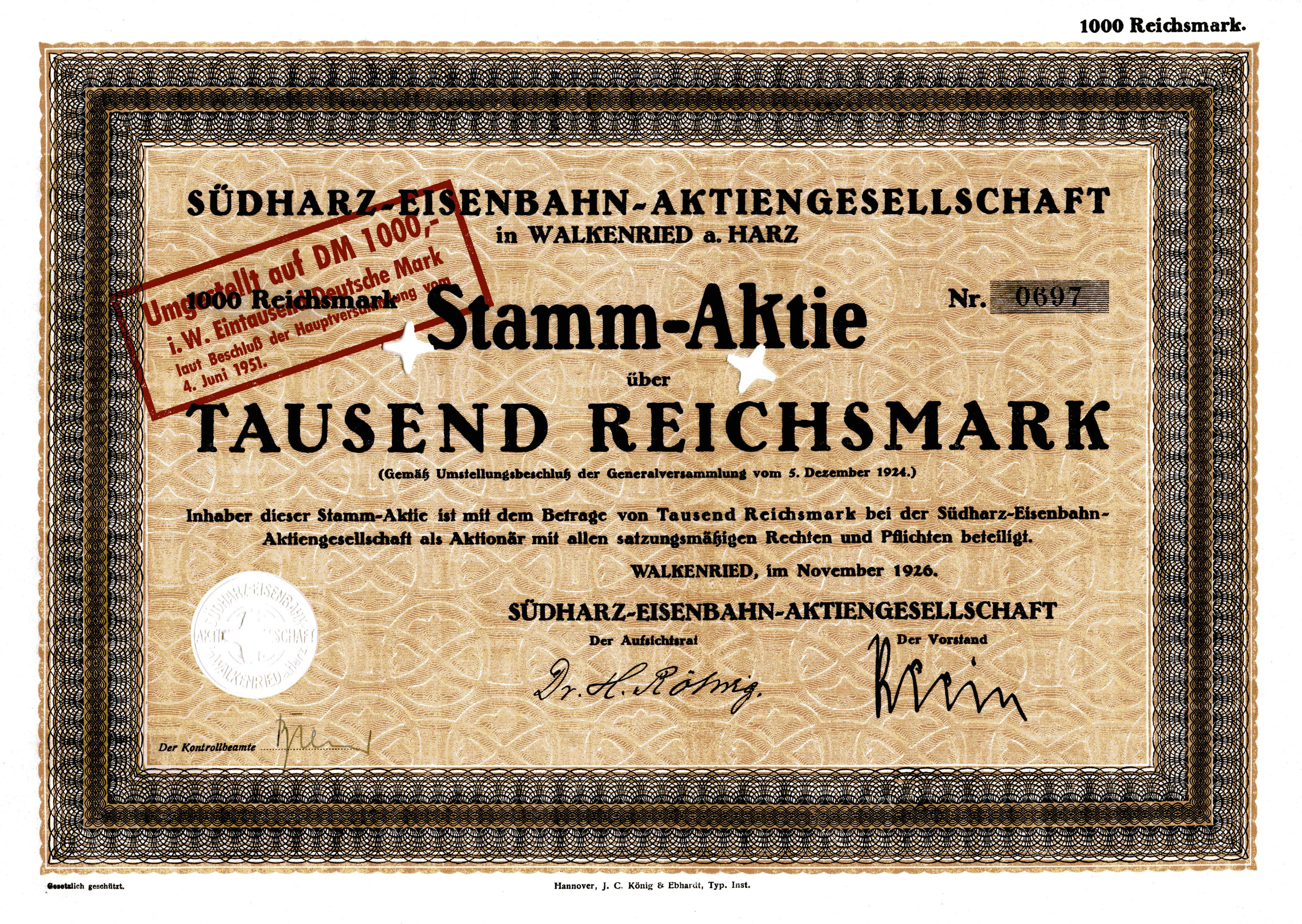
Aktie über 1000 RM der Südharz-Eisenbahn-AG vom November 1926, 1951 umgestellt auf 1000 DM

- Abgeschlossene Verbindlichkeiten wurden mit einem Kurs 10 Reichsmark (RM) zu 1 DM (10:1) umgestellt.
- Laufende Verbindlichkeiten wie Löhne, Renten, Pensionen, Pachten und Mieten wurden im Kurs 1:1 umgestellt.
- Aktien wurden ebenfalls 1:1 umgestellt.
- Schuldverschreibungen, Hypotheken und sonstige Forderungen und Verbindlichkeiten sowie die Prämienreserven der privaten Versicherungen und die Bausparguthaben der Bausparkassen wurden im Verhältnis 10:1 umgestellt.
- die laufenden Beiträge blieben im Verhältnis 1:1 bestehen.
- Verbindlichkeiten des Reichs und gleichgestellte Verbindlichkeiten wurden nicht umgestellt, erloschen jedoch noch nicht.
- Bargeld und letztlich auch Sparguthaben wurden zum Kurs 100 RM zu 6,50 DM umgetauscht.

### Bereinigung der Bilanzen
Die Bilanzen des Bankensystems waren durch das Erlöschen der Altgeldguthaben und die Unverwendbarkeit der Reichsverbindlichkeiten unausgeglichen. Zur Deckung der Verbindlichkeiten und zur Schaffung eines Eigenkapitals erhielten die Geschäftsbanken bei den Landeszentralbanken einen bestimmten Teil der umgewandelten Altgeldguthaben gutgeschrieben. Dabei wurde die Erstausstattung angerechnet. Soweit die Aktiven der Geschäftsbanken zuzüglich der Guthaben bei den Landeszentralbanken nicht die tatsächlichen Verbindlichkeiten und ein angemessenes Eigenkapital deckten, wurden sie durch „Ausgleichsforderungen“ gegen die öffentliche Hand aufgestockt.
Die Bilanzen der Versicherungsunternehmen und der Bausparkassen wurden ähnlich bereinigt. Auch ihnen standen Ausgleichsforderungen zu.
Durch das Bilanzgesetz vom 21. August 1949 wurde den Unternehmen die Erstellung einer „DM-Eröffnungsbilanz“ vorgeschrieben. Die Bilanzkontinuität musste nicht gewahrt werden. So konnten die meisten Unternehmen infolge von Höherbewertung und Offenlegung stiller Reserven ihr Kapital im Verhältnis 1:1 umstellen.

### Aufhebung der Preisbindung und Bewirtschaftung
Im Rahmen der Währungsreform von 1948 hob Ludwig Erhard gleichzeitig die damals in Deutschland herrschenden Vorschriften zur Preisbindung und
Bewirtschaftung auf. Nach eigener Aussage tat er dies ohne vorherige Absprache mit der Wirtschaftsverwaltung der Alliierten. Im Anschluss musste er sich vor jener verantworten. Aufgrund der Unterstützung durch die Amerikaner legten die Alliierten kein Veto gegen die Maßnahme ein. Die Vorschriften zur Preisbindung und Bewirtschaftung blieben damit außer Kraft gesetzt und der Weg hin zu einer freien Marktwirtschaft in Deutschland war geebnet.

### Währungsreform in West-Berlin
Details zur Währungsreform seitens der sowjetischen Besatzungsmacht in Ost-Berlin siehe 1948 in der Sowjetischen Besatzungszone
In der Berliner Stadtverordnetenversammlung von Groß-Berlin war die Währungsreform seit Anfang Juni 1948 immer wieder Thema von Anfragen und Reden. Dabei kritisierten beispielsweise Louise Schroeder (SPD) und Otto Suhr (SPD) wiederholt, dass die von den westlichen Alliierten für die Trizone geplante Reform nicht auch in Berlin durchgeführt werden solle. Am 19. Juni 1948 wurden die Abgeordneten zu einer außerordentlichen Sitzung zum Thema Währungsreform einberufen. Stadtrat Waldemar Schmidt (SED) führte aus, der Beschluss der Alliierten, die Westwährung in den westlichen Sektoren Berlins nicht einzuführen, entspreche den „wirtschaftlichen Notwendigkeiten Berlins“, ein Anschluss an die Westwährung würde „die Gefahr einer Massenarbeitslosigkeit“ mit sich bringen. Marschall Sokolowski ließ dann am 22. Juni 1948 Louise Schroeder den Befehl 111 der SMAD überreichen, in der auf der Grundlage eines Plans vom 21. Juni 1948 die Durchführung einer Währungsreform in der SBZ und in allen vier Sektoren Berlins angeordnet wurde. Da anders als in der Trizone neue Geldnoten der Mark (DDR) („Ostmark“) noch nicht vorlagen, wurden als Notlösung die bisherigen RM-Geldscheine mit kleinen Aufklebern in der Größe einer halben Briefmarke versehen („Klebe-“ oder „Tapetenmark“) in Umlauf gebracht. In der Sitzung der Stadtverordnetenversammlung vom 23. Juni 1948 äußerte Karl Maron (SED), West-Berlin sei „Brückenkopf im Kampf gegen die Demokratie“ und wies darauf hin, „die Sparguthaben der Berliner Bevölkerung und die Gelder der Sozialversicherung liegen im sowjetischen Sektor Berlins. Wir werden niemals unsere Zustimmung dazu geben, daß diese Gelder [...] den monopolistischen Interessen der Westmächte geopfert werden“.
Die westlichen Stadtkommandanten erklärten zwar die sowjetische Anweisung, die Ostmark auch in den West-Sektoren einzuführen, für unwirksam, die Ostmark wurde aber als Zahlungsmittel akzeptiert. Im Gegenzug ließen die westlichen Kommandanten ab dem 24. Juni 1948 in ihren Sektoren DM-Noten ausgeben. Diese berücksichtigten den Sonderstatus Berlins, indem sie mit einem »B«-Stempel oder entsprechender Perforation („Bären-Mark“) von den Noten in den Westzonen unterschieden wurden.
Damit waren in West-Berlin nunmehr zwei als Zahlungsmittel anerkannte Währungen im Umlauf. Die Westalliierten hielten allerdings die DM gewollt knapp. Löhne und Gehälter in West-Berlin wurden (von Ausnahmen abgesehen) maximal zu einem Viertel in DM beglichen. Für bewirtschaftete Lebensmittel, Mieten, Strom, Gas und alle städtischen Abgaben blieb es bei der Bezahlung per Ostmark.
Dagegen war in Ost-Berlin und der SBZ bzw. später der DDR der Besitz von DM bis 1974 verboten. Es entwickelte sich dennoch eine Art innerstädtischer Devisenhandel im Schwarzmarkt. Zu dessen Austrocknung ließen die Westalliierten Wechselstuben zu, die ab 2. August 1948 den Geschäftsbetrieb aufnahmen. Die ersten Tauschkurse kamen auf der Basis 1 DM = 2,20 Ostmark zustande und veränderten sich später auf eine Bandbreite von vier bis sieben Ostmark.
In der Nacht zum 24. Juni 1948 begann die sowjetische Blockade der Land- und Wasserwege zwischen den Westzonen und den Westsektoren Berlins. Zur Begründung der Blockade gab die SMAD zwar auch die Währungsreform in den Westzonen an. Den größeren Zusammenhang benannte aber Stalin am 2. August 1948 gegenüber den Botschaftern der drei Westmächte in Moskau: die Blockade könne aufgehoben werden, wenn zugesichert werde, dass die Umsetzung der Beschlüsse der westlichen Außenminister-Konferenz von London zurückgestellt würde. In den Verhandlungen der Vier Mächte zur Beendigung der Berlin-Blockade erhob die sowjetische Seite schließlich im Frühjahr 1949 nicht mehr die Forderung, dass es in Deutschland eine einzige gemeinsame Währung geben müsse. Am 20. März 1949 erklärten daher die Westmächte die DM zum alleinigen gesetzlichen Zahlungsmittel im Westteil der Stadt. Die dort nun in Umlauf gesetzten DM-Noten waren nicht mehr mit einem „B“ gekennzeichnet.
Uraltguthaben bei West-Berliner Kreditinstituten wurden erst 1953 auf DM umgestellt.

## Beurteilung der Währungsreform

### Steuerung der Geldmenge
Mit der Währungsreform von 1948 wurde die Geldmenge durch die Umstellung wirkungsvoll verringert. „Durch diese Maßnahme ist der Bestand der RM nach einer Berechnung der Bank für Internationalen Zahlungsausgleich insgesamt im Verhältnis 1:12,6 in DM umgewandelt worden.“ Die Geldfunktionen traten wieder in Kraft und die Zentralbank kontrollierte die Geldschöpfung. Vom 27. Juni bis 8. August 1948 war die Geldschöpfung nur in bescheidenem Umfang durch Wechselkredite möglich und nahm erst ab Oktober 1948 wieder größeren Umfang an.
Die Güterrationierung und der Preisstopp wurden bereits am 24. Juni 1948 teilweise aufgehoben, endgültig allerdings erst 1950 bzw. 1952. Auch der Lohnstopp erlosch am 3. November 1948.
Das Leitungsgremium der BDL, der Zentralbankrat, war zunächst an die Anordnungen der alliierten Bankkommission gebunden. Die BDL konnte durch ihr geldpolitisches Instrumentarium (Mindestreserve-, Diskont-, Lombard- und Offenmarktpolitik) die Geschäftsbanken kontrollieren. Die Geschäftsbanken waren durch die Bereinigung ihrer Bilanzen wieder aktionsfähig.

### Wahrnehmung in der Bevölkerung
Am Samstag, dem 19. Juni 1948, schlossen noch viele Geschäfte mit der Begründung „Erkrankung“, „Umbau“ oder „ausverkauft“. Am 20. Juni 1948 dagegen füllten sich die Schaufenster (manchmal mit erläuternden Schildern wie: „keine gehorteten Waren“) mit Lebensmitteln, Toilettenartikeln, Schnaps, Schokolade und Zigaretten. Oft wurden vom Kopfgeld spontan unwichtige Luxusgüter gekauft. Wegen des begrenzten Kopfgeldes gab es ab Montag, dem 21. Juni 1948, Kaufzurückhaltung. Insgesamt war die Währungsreform das im positiven Sinne markanteste kollektive Erlebnis in der westdeutschen Nachkriegszeit nach 1945, vor allem weil Ludwig Erhard sie mit der fast völligen Aufhebung der „Bewirtschaftung“ (Rationierung) der Güter des Alltagsbedarfes verband: „Auf einmal gab es alles!“

## Gesamtwirtschaftliche Auswirkungen

### Auswirkungen in den westlichen Besatzungszonen
Details zur Auswirkung in der SBZ und in Ost-Berlin siehe Die Währungsreform 1948 in der Sowjetischen Besatzungszone
Durch die Aufhebung der vorher herrschenden Preisbindung und Bewirtschaftung konnten sich Preise in Deutschland seit der Währungsreform wieder frei bilden. Die Preise stiegen von August bis Dezember 1948 deutlich. Der relativ geringen monetären Nachfrage aus der Erstausstattung stand unmittelbar nach dem Stichtag ein genügendes Angebot an Waren aus Hortungslagern gegenüber. Diese waren jedoch bald erschöpft, und das Warenangebot beschränkte sich nunmehr auf die laufende Produktion. Diesem Warenangebot stand eine sich ständig ausweitende Geldmenge und Nachfrage gegenüber. Die Preissteigerungen konnten jedoch Anfang 1949 auf Grund der restriktiven Kreditpolitik der Zentralbank zum Stillstand gebracht werden. Außerdem stieg die Produktion innerhalb kurzer Zeit wieder auf den Vorkriegsstand. Die privaten Haushalte konnten wegen des großen Nachholbedarfs kaum sparen. Die erzielbaren Marktpreise brachten den Unternehmen hohe Gewinne, die sofort wieder investiert wurden.
Der Börsenhandel wurde am 14. Juli 1948 in Frankfurt am Main wieder aufgenommen. Der damalige Aktienindex, der im Juni 1948 berechnet in RM noch bei knapp 96 % des Standes vom 22. März 1945 gelegen hatte, fiel zwar berechnet in DM zunächst auf knapp 13 %. Wer sein Vermögen in Aktien angelegt hatte, stand nach der Währungsreform also immerhin doppelt so gut da wie der Besitzer von Bankguthaben und Spareinlagen (Zwangsumtausch im Verhältnis von 100 RM zu 6,5 DM), und die Börsenkurse stiegen bald wieder, sodass sich der Index 1949 gegenüber dem Tiefstand nach der Währungsumstellung mehr als verdoppelte, 1954 wieder den Wert vom Juni 1948 erreichte und im Rahmen des Wirtschaftswunders bald weit oberhalb der maximalen Vorkriegswerte lag.
Die Zahl der Arbeitslosen nahm zwar nach der Währungsreform sprunghaft zu, die Beschäftigtenzahl blieb aber im gleichen Zeitraum mit etwa 13,5 Millionen Personen konstant: Das Anwachsen der Zahl der Arbeitslosen erklärt sich aus der Auflösung von vielen Scheinbeschäftigungen, die zu zusätzlichen Lebensmittelrationen verholfen hatten, und aus dem Bevölkerungswachstum durch den ständigen Zustrom an Flüchtlingen.
Im Verlauf der ersten Monate nach der Währungsreform kam es zu einzelnen Protesten, die im Generalstreik am 12. November 1948 gipfelten.
Für den Außenhandel erließ die Joint Export-Import Agency (JEIA), eine Institution der westlichen Besatzungsmächte, 1948 einen festen Dollarkurs. Dieser Kurs – ein US-Dollar gleich 3,33 RM bzw. DM – galt vom 1. Mai 1948 bis 18. September 1949. Ab 19. September 1949 wurde der Wechselkurs wegen der Abwertung des englischen Pfundes auf 1 US-$ = 4,20 DM festgesetzt. Die Exporte umfassten zunächst nur Rohstoffe und wurden erst später auf Halb- und Fertigfabrikate ausgedehnt. Die Importe überwogen in den ersten Jahren die Exporte. Das Zahlungsdefizit wurde aus Mitteln des Marshall-Planes und des Government Aid and Relief in Occupied Areas (GARIOA) ausgeglichen.

## Gesetzliche Maßnahmen zur Währungsreform
Um eine neue stabile Währung einzuführen und auch dauerhaft abzusichern, erließen die Militärregierungen in den jeweiligen Besatzungsgebieten vier Gesetze (in der französischen Zone „Verordnungen“) zur Neuordnung des Geldwesens. Die grundlegenden Währungsgesetze zur Währungsumstellung wurden ergänzt durch mehrere Durchführungsverordnungen. Diesem voraus ging das Gesetz zur Errichtung der Bank deutscher Länder.

### Erstes Gesetz
Die Einführung der D-Mark an sich wurde im Ersten Gesetz zur Neuordnung des Geldwesens vom 20. Juni 1948 geregelt – es hatte daher auch den Beinamen Währungsgesetz, WiGBl. 1948 Beilage 5, S. 1.
Festgelegt wurden hier unter anderem
- der Tag der Einführung der D-Mark als neue Währung
- Gültigkeit als alleiniges Zahlungsmittel in den betreffenden Besatzungszonen
- das exklusive Recht der Bank deutscher Länder, Banknoten und (bis 1950) Münzen herauszugeben (konkretisiert im Zweiten Gesetz zur Neuordnung des Geldwesens)
- die Umstellung laufender Zahlungen von Reichsmark auf D-Mark im Verhältnis 1:1
- Auszahlung des legendären Kopfbetrages von 40 DM gegen Zahlung von 40 Reichsmark sofort und weiterer 20 D-Mark gegen 20 Reichsmark innerhalb zweier Monate
- der Verfall der Reichsmarkbestände in bar oder Gutschriften bis 26. Juni 1948, wenn sie bis zu diesem Tag nicht bei Banken und anderen autorisierten Institutionen abgeliefert oder angemeldet wurden
- die Erstausstattung der Gebietskörperschaften (Länder, Gemeinden) mit D-Mark in Höhe von einem Sechstel der Ist-Einnahmen vom 1. Oktober 1947 bis 31. März 1948 ohne Berücksichtigung von Kreditaufnahmen in diesem Zeitraum
- die Erstausstattung von Bahn- und Postverwaltungen in gleicher Art und Weise, jedoch nur in Höhe von einem Zwölftel der Ist-Einnahmen

### Zweites Gesetz
Das Zweite Gesetz zur Neuordnung des Geldwesens vom 20. Juni 1948, auch Emissionsgesetz genannt, WiGBl. 1948 Beilage 5, S. 11. wies der Bank deutscher Länder das alleinige Recht zur Ausgabe gültiger Münzen und Banknoten sowie zum Aufruf alter Münzen und Banknoten (also Einzug alter und Ausgabe neuer Geldzeichen) zu. Auch eine Obergrenze von zehn Milliarden D-Mark für die Summe des umlaufenden Geldes wurde als Sollvorgabe festgelegt. Eine Erhöhung um maximal eine Milliarde D-Mark war nur zulässig, wenn mindestens drei Viertel der Mitglieder des Zentralbankrats und mindestens sechs Länder zustimmten.

### Drittes Gesetz
Das Dritte Gesetz zur Neuordnung des Geldwesens vom 20. Juni 1948, auch Umstellungsgesetz genannt, WiGBl. 1948 Beilage 5, S. 13. klassifizierte die Altgeldbestände und -guthaben nach natürlichen und juristischen Personen, Organisationen etc. und regelte entsprechend deren Umwandlung oder Ablösung. So wurden beispielsweise sämtliche Geldbestände der Reichsbank, der Gebietskörperschaften, Bahn- und Postverwaltungen, aber auch der aufgelösten NSDAP und der ihr angegliederten Verbände und Organisationen für null und nichtig erklärt.
Auch der (anfängliche) Umtauschkurs für Altguthaben von 10 Reichsmark zu 1 D-Mark wurde hier festgeschrieben. Verknüpft wurde er mit der Bedingung, dass lediglich die Hälfte des Neubestandes in D-Mark sofort zur Verfügung stand. Die andere Hälfte verblieb zunächst auf einem Sperrmark-Konto.

### Viertes Gesetz
Über die weitere Verwendbarkeit dieser gesperrten Guthaben entschied schließlich das (nur zu diesem Zweck erlassene) Vierte Gesetz zur Neuordnung des Geldwesens vom 4. Oktober 1948, auch Ergänzung des Umstellungsgesetzes genannt, WiGBl. 1949 Beilage 1, S. 15. Es verfügte, dass von den gesperrten Guthaben 70 % des Wertes gestrichen, 20 % frei verfügbar wurden und die verbleibenden 10 % weiterhin gebunden blieben – letztere wurden im Jahre 1954 freigegeben.
Daraus resultierte schließlich jener weithin bekannte endgültige Umtauschkurs von 100 Reichsmark zu 6,50 D-Mark.
Beispielrechnung:
100 RM Altguthaben → 10 DM Neuguthaben
10 DM Neuguthaben → 5 DM sofort verfügbar + 5 DM gesperrt
5 DM gesperrt → 3,50 DM gestrichen + 1 DM verfügbar + 0,50 DM gebunden (und 1954 freigegeben)

### Bilanzgesetz vom 21. August 1949
Es schrieb für alle Aktiengesellschaften die Erstellung einer „DM-Eröffnungsbilanz“ mit neuen Wertansätzen vor (WiGBl. 1949, S. 279).

### Weitere Entwicklung
Das Gesetz über die Errichtung der Bank deutscher Länder und das Emissionsgesetz wurden im Jahre 1957 durch das Bundesbankgesetz abgelöst. Die Ergänzung des Umstellungsgesetzes wurde nie offiziell aufgehoben, ist jedoch im Fundstellennachweis nicht mehr aufgeführt, somit außer Kraft. Das Umstellungsgesetz dagegen ist nach wie vor gültiges Recht. Das Währungsgesetz schließlich wurde erst am 1. Januar 2002 durch das Dritte Euro-Einführungsgesetz abgelöst. Als Relikt aus der Zeit vor Inkrafttreten des Grundgesetzes bildete es also über all die Jahre ihres Bestehens die rechtliche Grundlage der D-Mark.

### Entscheidung Nr. 1
Mit der Entscheidung Nr. 1 des Rates der Hohen Alliierten Kommission vom 28. September 1949 wurden keine Einwände erhoben, den von der Bundesregierung neu festgesetzten Umrechnungskurs der Deutschen Mark zum US-Dollar auf 0,238095 US$ für 1,00 DM festzulegen. Die Bundesregierung hatte zuvor die Abwertung der D-Mark und die Wechselkursanpassung in der dritten Kabinettssitzung am 21. September 1949 diskutiert, um die Zahlungsbilanz zu verbessern; dennoch verzichtete der Zentralbankrat im Herbst 1949 auf eine Abwertung.

### Ergänzende Gesetze zur Milderung sozialer Ungerechtigkeiten
Der allgemeine Tauschkurs von 100 RM:10 DM galt gewissermaßen nur für Schuldforderungen. Bargeldreserven und Bankguthaben wurden letztlich im Verhältnis 100 RM:6,50 DM umgetauscht. Die öffentlichen Anleihen an Privatpersonen wurden für wertlos erklärt. Für Preise und Löhne wurde das Verhältnis 1:1 festgesetzt. Wer Waren bis zur Umstellung ungesetzlicherweise gehortet hatte, der war Gewinner, ebenso Besitzer von Sachwerten (Betriebe, Immobilien und Waren). Die Sparer und Arbeitslosen waren die Verlierer.
Um diese sozialen Ungerechtigkeiten abzumildern, wurden nach 1948 folgende Korrekturen beschlossen:
- Die Leistungen der Versicherungen waren 1948 nur im Verhältnis 10:1 umgestellt worden. Die Rentengesetze von 1951, 1956 und 1963 erhöhten die Umstellungssätze. Die Versicherungen erhielten als Ausgleich Rentenausgleichsforderungen gegen den Bund.
- 1952 entstand das Lastenausgleichsgesetz; es beruhte auf dem Grundgedanken, ungerechte Verteilungen zwischen verlorenem und erhalten gebliebenen Vermögen auszugleichen, denn Immobilienbesitzer hatten durch die Währungsreform zunächst Vorteile, besonders wenn sie vor der Währungsreform mit „billigem Geld“ Hypotheken getilgt hatten. Das Lastenausgleichsgesetz schrieb u. a. die Belastung aller privaten Immobilien mit Zwangshypotheken in Höhe ihres halben Wertes zum Stichtag 21. Juni 1948 (einen Tag nach der Währungsreform 1948) zu Gunsten der Bundesrepublik vor, welche in vierteljährlichen Raten über 30 Jahre als „Sondersteuer“ zu tilgen waren.[46]
- Ein Währungsausgleich für Vertriebene wurde 1952 geregelt.
- Um Härtefälle abzumildern, wurde im Jahre 1953 die Regelung eingeführt, dass Guthaben aus der Zeit vor dem 1. Januar 1940 lediglich im Verhältnis 5 RM zu 1 DM abgewertet wurden.
- Altsparanlagen, die bereits am 1. Januar 1940 bestanden hatten, wurden durch das Altsparergesetz von 1953 auf 20 % des Nennbetrages aufgestockt.

### Sonstige ergänzende Gesetze
- Reichsmarkverbindlichkeiten gegen ausländische Gläubiger wurden durch das Auslandsschuldenabkommen von 1953 im Verhältnis 1:1 umgestellt.
- die Forderungen der Nichtbanken gegen das Reich wurden durch das Kriegsfolgengesetz von 1957 in eine Ablösungsanleihe umgewandelt.

## Medien
- Stiftung Deutsches Rundfunkarchiv (Hrsg.): Die Währungsreform 1948 in historischen Tondokumenten Historische Tondokumente auf CD anlässlich des 60. Jahrestages der Währungsreform